# Mehlville
Mehlville ist eine Siedlung auf gemeindefreiem Gebiet, die zu statistischen Zwecken als Census-designated place (CDP) geführt wird. Mehlville liegt im St. Louis County im US-amerikanischen Bundesstaat Missouri und ist Bestandteil der Metropolregion Greater St. Louis. Das U.S. Census Bureau hat bei der Volkszählung 2020 eine Einwohnerzahl von 28.955 ermittelt.

## Geografie
Mehlville liegt im südwestlichen Vorortbereich von St. Louis am westlichen Ufer des Mississippi, der die Grenze zu Illinois bildet. Mehlville liegt auf 38°30′30″ nördlicher Breite und 90°19′22″ westlicher Länge. Der Ort erstreckt sich über 19,6 km² und liegt in der Lemay Township.
Benachbarte Orte von Mehlville sind Oakville (5,6 km südlich), Green Park (4,2 km nordwestlich), Lemay (4,2 km nordöstlich) sowie das auf dem gegenüberliegenden Mississippiufer in Illinois gelegene Columbia (14,1 km südöstlich). Das Zentrum der Stadt St. Louis liegt 19,4 km nordöstlich.

## Verkehr
Am westlichen Ortsrand von Mehlville kreuzt die in Nord-Süd-Richtung verlaufende Interstate 55 die Interstate 255, die hier auf einem gemeinsamen Streckenabschnitt mit dem U.S. Highway 50 verläuft. Im Stadtzentrum treffen die U.S. Highways 61 und 67 und die Missouri State Route 267 aufeinander. Durch den Osten von Mehlville verläuft entlang des Mississippi die Missouri State Route 231.
Entlang des Mississippi verläuft eine Eisenbahnlinie, die von der Union Pacific Railroad, der BNSF Railway sowie von Amtrak betrieben wird.
Der Lambert-Saint Louis International Airport liegt 42,1 km nördlich von Mehlville.

## Demografische Daten
Nach der Volkszählung im Jahr 2010 lebten in Mehlville 28.380 Menschen in 12.858 Haushalten. Die Bevölkerungsdichte betrug 1448 Einwohner pro Quadratkilometer. In den 12.858 Haushalten lebten statistisch je 2,19 Personen. 
Ethnisch betrachtet setzte sich die Bevölkerung zusammen aus 92,4 Prozent Weißen, 3,0 Prozent Afroamerikanern, 0,2 Prozent amerikanischen Ureinwohnern, 2,1 Prozent Asiaten sowie 0,7 Prozent aus anderen ethnischen Gruppen; 1,6 Prozent stammten von zwei oder mehr Ethnien ab. Unabhängig von der ethnischen Zugehörigkeit waren 2,9 Prozent der Bevölkerung spanischer oder lateinamerikanischer Abstammung. 
19,0 Prozent der Bevölkerung waren unter 18 Jahre alt, 62,3 Prozent waren zwischen 18 und 64 und 18,7 Prozent waren 65 Jahre oder älter. 52,5 Prozent der Bevölkerung war weiblich.
Das mittlere jährliche Einkommen eines Haushalts lag bei 46.634 USD. Das Pro-Kopf-Einkommen betrug 27.464 USD. 8,6 Prozent der Einwohner lebten unterhalb der Armutsgrenze.